# Taylor Paris
Pour les articles homonymes, voir Paris (homonymie).
Pas d'image ? Cliquez ici

a Compétitions nationales et continentales officielles uniquement.

b Matchs officiels uniquement.
Dernière mise à jour le 10 mai 2025.
Taylor Paris, né le 6 octobre 1992 à Barrie (Canada), est un joueur international canadien de rugby à XV et international de rugby à sept évoluant au poste d'ailier.
Il compte 28 sélections pour 18 essais inscrits avec l'équipe du Canada de rugby à XV de 2010 à 2019. À sept, il a joué 58 matchs avec son pays et marqué 36 essais de 2010 à 2013.

## Biographie
Taylor Paris naît le 6 octobre 1992 à Barrie, en Ontario, au Canada.
En janvier 2010, alors âgé de dix-sept ans, il est sélectionné pour la première fois avec l'équipe du Canada de rugby à sept, à l'occasion du tournoi de Wellington. La même année, il est inclus dans l'effectif des Ontario Blues qui dispute le Canadian Rugby Championship. Puis, il fait ses débuts pour l'équipe du Canada de rugby à XV en obtenant sa première cape internationale le 6 novembre 2010 à l'occasion d'un test match contre l'équipe de Belgique à Bruxelles. Il n'a alors que 18 ans et 31 jours et devient le plus jeune international canadien de l'histoire. La semaine suivante, il inscrit ses deux premiers essais en sélection contre l'Espagne.
Le 8 juillet 2011, il fait partie des trente joueurs canadiens retenus pour la Coupe du monde. Il est alors le plus jeune joueur sélectionné pour la compétition, mais il ne prend part à aucun match.
L'année suivante, il dispute le Trophée mondial (en) avec l'équipe du Canada des moins de 20 ans, jouant quatre matchs et inscrivant un essai tout en étant le capitaine de l'équipe,. Il est alors repéré et signé par les Écossais des Glasgow Warriors, où il ne dispute que deux rencontres durant la saison 2012-2013,.
Lors de l'été 2013, il part en France au SU Agen en Pro D2, où il se relance. Il inscrit onze essais lors de sa première saison sous les couleurs agenaises.
Pour sa deuxième saison, il marque onze essais, dont un essai où il part de son en-but et court jusqu'à la ligne de marque adverse en demi-finale de Pro D2 contre l'USA Perpignan. Il inscrit notamment un nouvel essai en finale d'accession pour le Top 14 lors de la victoire contre le Stade montois qui permet au SU Agen de disputer le Top 14 2015-2016.
Durant l'été 2015, il est sélectionné pour les test matchs de préparation à la Coupe du monde 2015, néanmoins il se blesse gravement et souffre d'une rupture des ligaments croisés qui le prive de cette compétition. À cause de cette blessure, il ne dispute aucune rencontre pendant la saison 2015-2016 et ne découvre donc pas le Top 14, de plus, son club est relégué en Pro D2 pour la saison suivante.
Taylor Paris fait son retour pour la deuxième journée de Pro D2 2016-2017 lors d'une victoire contre le SC Albi, il joue 22 autres rencontres cette saison-là et inscrit de nouveau un essai lors de la finale d'accession victorieuse contre l'US Montauban, qui permet au SU Agen de remonter dans l'élite du rugby français.
Lors de l'intersaison 2017, il signe un contrat de trois saisons avec le Castres olympique en Top 14. Dès sa première saison, il est champion de France avec son nouveau club bien qu'il ne dispute pas la finale.
En 2019, le Canada le retient pour la Coupe du monde avec trois autres joueurs canadiens évoluant en France. Il dispute, enfin, son premier match en Coupe du monde contre la Nouvelle-Zélande où il débute sur le banc des remplaçants, mais peu de temps après son entrée il subit une commotion cérébrale qui le rend forfait pour le reste de la compétition.
À partir de la saison 2020-2021, il rejoint Oyonnax Rugby. Lors de sa deuxième saison dans l'Ain, à la suite d'une grave commotion cérébrale, en phase finale de Pro D2 contre Colomiers Rugby, il est contraint de mettre un terme à sa carrière en 2023 à l'âge de 30 ans.

## Statistiques en équipe nationale
Taylor Paris obtient sa première cape internationale le 6 novembre 2010 à l'occasion d'un test match contre l'équipe de Belgique à Bruxelles. Son dernier match international a lieu durant la Coupe du monde 2019 contre la Nouvelle-Zélande, le 2 octobre 2019 à Ōita.
- 28 sélections (26 fois titulaire, 2 fois remplaçant)
- 90 points (18 essais)
- Sélections par année : 3 en 2010, 2 en 2012, 5 en 2013, 2 en 2014, 1 en 2015, 5 en 2016, 6 en 2017, 3 en 2018, 1 en 2019
- Coupe du monde disputées : 2011 (0 match), 2019 (1 match)

## Palmarès
- Vainqueur du Championnat de France en 2018 avec le Castres olympique.